# Новосибірський метроміст
Новосибірський метроміст(рос. Новосибирский метромост) — семипрогінний критий метроміст через Об, що з'єднує станції «Студентська» і «Річковий вокзал» Ленінської лінії Новосибірського метрополітену. Загальна довжина становить 2145 м (з неї річкова частина — 896 м). Найдовший критий метроміст у світі. Рух потягів відкрито разом з п'ятьма станціями першої пускової ділянки 7 січня 1986.

## Конструкція
Метроміст має сім 128-метрових прогонів і підхідні естакади на правому і лівому берегах. Прогінна будівля мосту є звареною нерозрізною балкою зі сталі, усередині якої прокладені рейкові колії. Вага конструкції складає близько 6200 тонн, довжина її 896 метрів змінюється на величину до 70 см залежно від температури. Вона монтувалася на березі і потім була насунута на опори за допомогою домкратів. Такий метод будівництва є унікальним.
Естакади зібрані зі стандартних конструкцій. Вони мають прогони завдовжки 33 метри з залізобетоною базою, закриті зверху сталевим коробом. Стіни естакади засклені. Лівобережна естакада, що складається з 32 прогонів. Загальна довжина моста з естакадами 2145 метри.

## Ресурси Інтернету
- Новосибірський метроміст на сайті «Пам'ятки Росії» (рос.)
- Історичні та сучасні фотографії метромосту, опис на сайті "Світ метро"(рос.)
- Фотографії історії будівництва метромосту(рос.)
- Новосибірське метро з кабіни машиніста(рос.)
- Почалося фарбування новосибірського метромосту - НГС.НОВОСТІ, 04.08.11(рос.)